# Bertone
Das italienische Unternehmen Bertone, gegründet unter dem Namen Carrozzeria Bertone, war Hersteller und Designer von Autokarosserien und Modellvarianten verschiedener Automobilmarken. Bertone war in seiner Geschichte für viele Unternehmen der Automobilbranche tätig (unter anderem Fiat, Lamborghini, Citroën, Alfa Romeo, Volvo, Lancia, Opel, BMW, Škoda).

## Geschichte
Die Carrozzeria Bertone wurde von dem Stellmacher Giovanni Bertone (1884–1972) im Jahre 1912 gegründet. Allerdings dauerte es bis 1921, ehe die Karosseriewerkstatt den ersten Auftrag bekam, für SPA eine Torpedo-Karosserie auf Basis eines SPA 23S zu bauen. In der Automobilherstellung begann sich eine zunehmend industrielle Produktionsweise zu entwickeln, und die Methoden des Karosseriebaus mussten sich dieser Entwicklung anpassen. Die Holzkarosserien wurden nun unter Einsatz von Fließbandtechniken mit dem eisernen Fahrgestell verbunden. Außerdem mussten die Karosserien entsprechend der immer größeren Geschwindigkeit der Fahrzeuge erheblich verstärkt werden. In der Folge entwarf Bertone eine Reihe von Hardtop-ähnlichen Dachkonstruktionen, um aus Wagen wie Vincenzo Lancias Lambda robustere und sicherere Limousinen zu machen.
Im darauf folgenden Jahrzehnt entwickelte sich Bertones Unternehmen von einem Handwerksbetrieb zu einer echten Karosseriefabrik.
Giovanni Bertones Sohn Giuseppe Bertone mit dem Spitznamen „Nuccio“ (1914–1997) stieg 1934 in das Familienunternehmen ein, und drei Jahre später gewann das Unternehmen mit der stromlinienförmigen Karosserie für den Fiat 1500 den Turiner Stylingwettbewerb. Als Unternehmenschef verwandelte Nuccio Bertone das Unternehmen in eines der weltweit führenden Designbüros für Automobile.

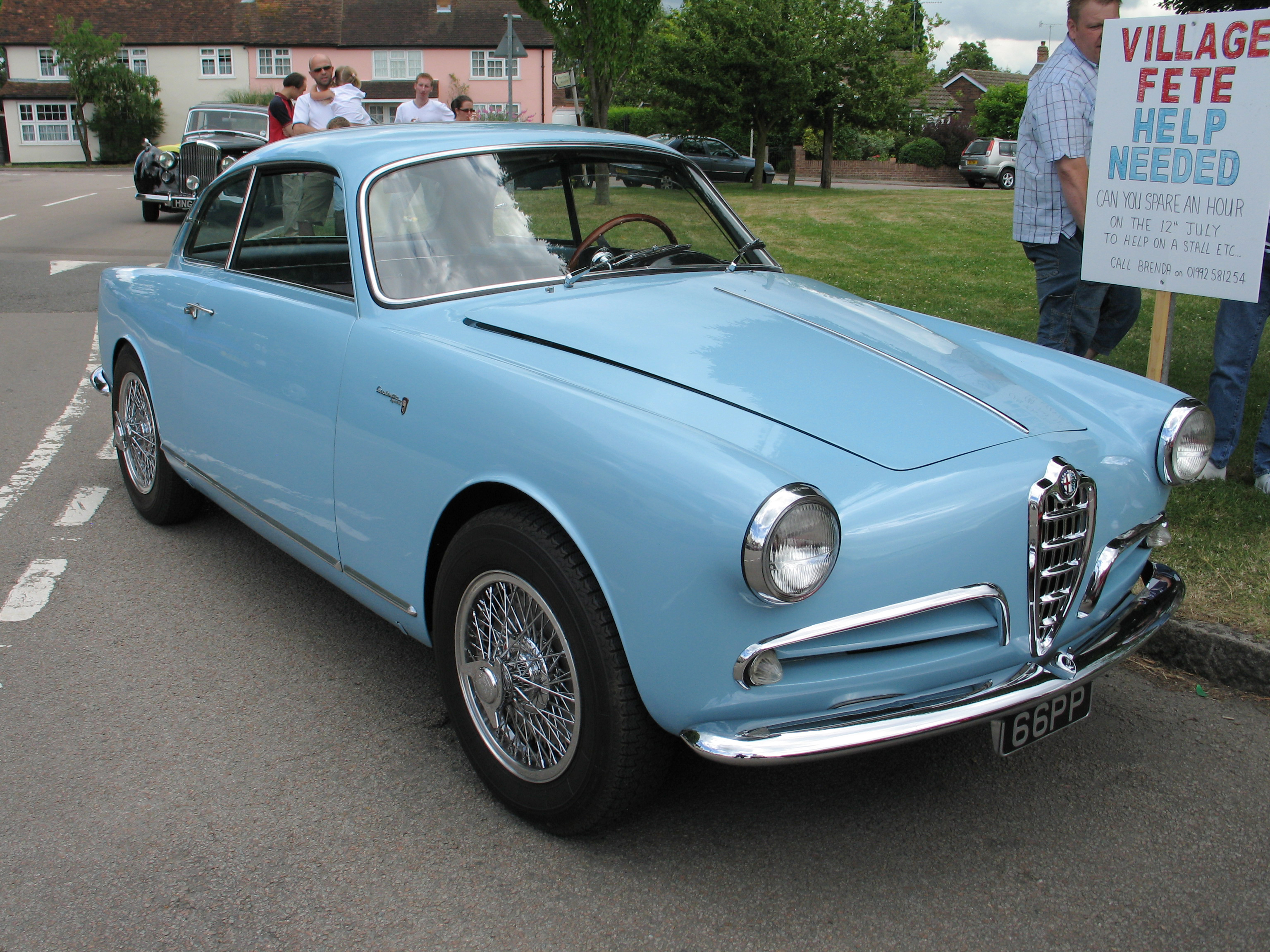
Alfa Romeo Giulietta Sprint

1954 wurde auf dem Turiner Autosalon der Alfa Romeo Giulietta Sprint vorgestellt, und die von Bertone geschneiderte Karosserie dieses Wagens wurde zum Inbegriff für das italienische Design der Nachkriegszeit. Neben den Diensten für Alfa Romeo konstruierte Bertone in den 1950er Jahren außerdem für Fiat, Bristol, Aston Martin und die NSU Motorenwerke AG bedeutende Karosserieformen. In den 1960er Jahren entwickelte Bertone Modelle für Alfa Romeo, Fiat, BMW, Aston Martin und Ferrari und erfuhr große Anerkennung für den Lamborghini Miura, der 1966 vorgestellt wurde. 
Zwei Jahre später signalisierte Bertones futuristisches Styling für den Alfa Romeo Carabo den Beginn des neuen Keil-Trends, dessen berühmtester Vertreter der Lancia Stratos wurde. Dieser wurde auch bei Bertone gebaut. 1971 erntete der von Bertone gezeichnete erste Prototyp des Lamborghini Countach bei seiner Vorstellung viel Lob, aber nach der Ölkrise von 1972 musste sich Bertone auf Autos für den täglichen Bedarf wie den Volkswagen Polo (1975) konzentrieren. Unter eigenem Markennamen wurden das Cabriolet auf Fiat-Ritmo-Basis als Bertone Cabriolet sowie ab 1982 der Fiat X1/9 als Bertone X1/9 produziert. Die Daihatsu-Geländewagen Rocky und Feroza gab es als Lizenzbauten unter den Bezeichnungen Bertone Freeclimber bzw. Freeclimber II vorwiegend für den italienischen Markt. Skoda ließ bei Bertone die frontgetriebene Modellreihe Favorit entwerfen; die Modelle Favorit und Forman gingen in Serie. Die Vorstellung des Favorit erfolgte 1987 auf der Maschinenbaumesse in Brno. Opel ließ bei Bertone das Kadett-E-Cabriolet, das Astra-F-Cabriolet sowie das sportliche Astra-G-Coupé (2000–2004) und das Astra-G-Cabriolet (2001–2005) fertigen.

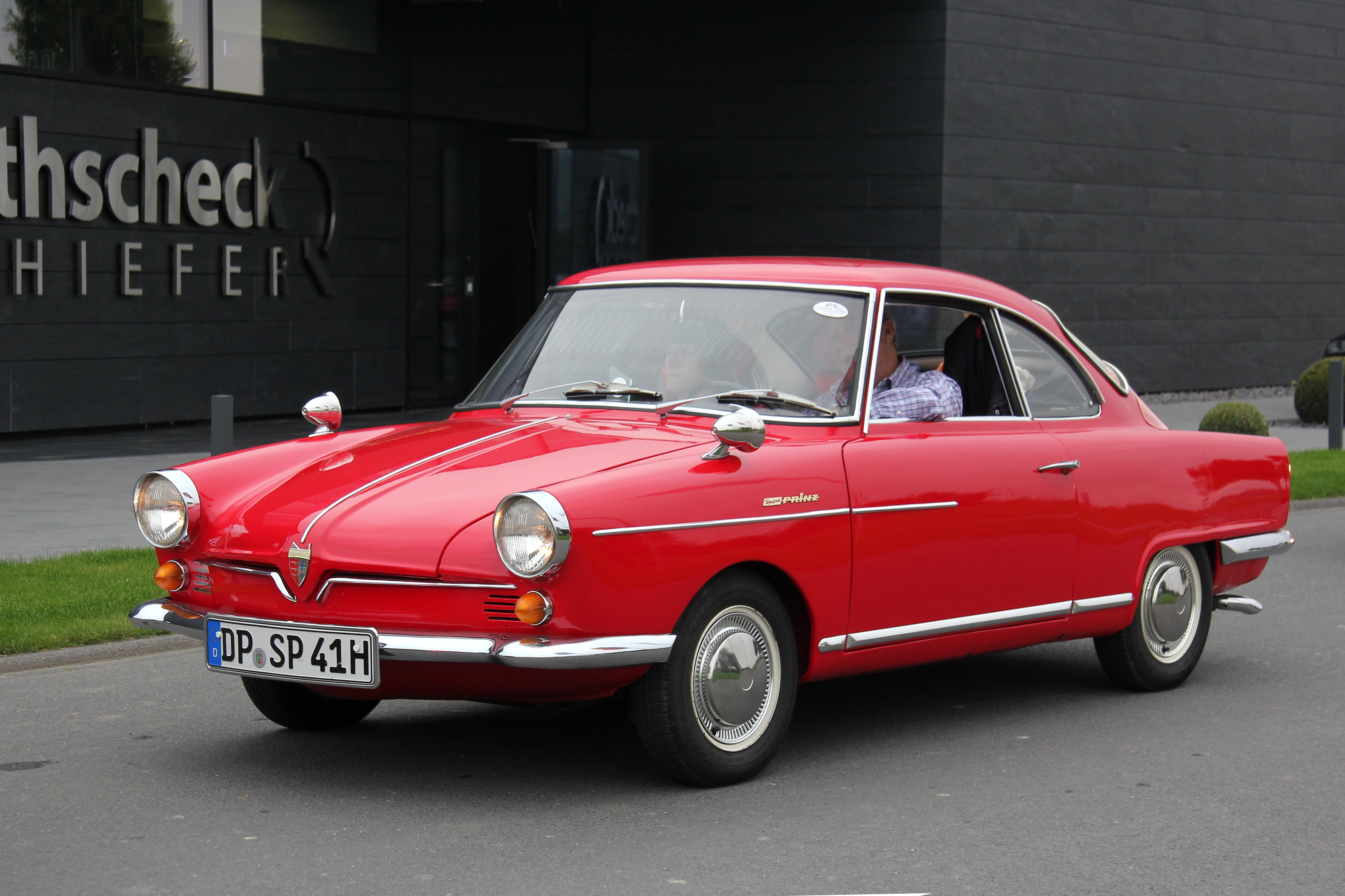
NSU Sport-Prinz
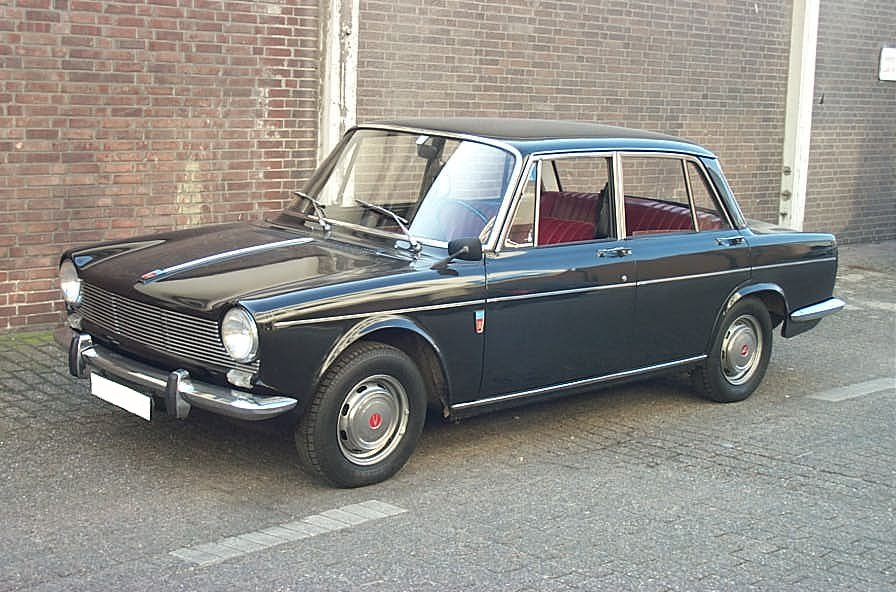
Simca 1500
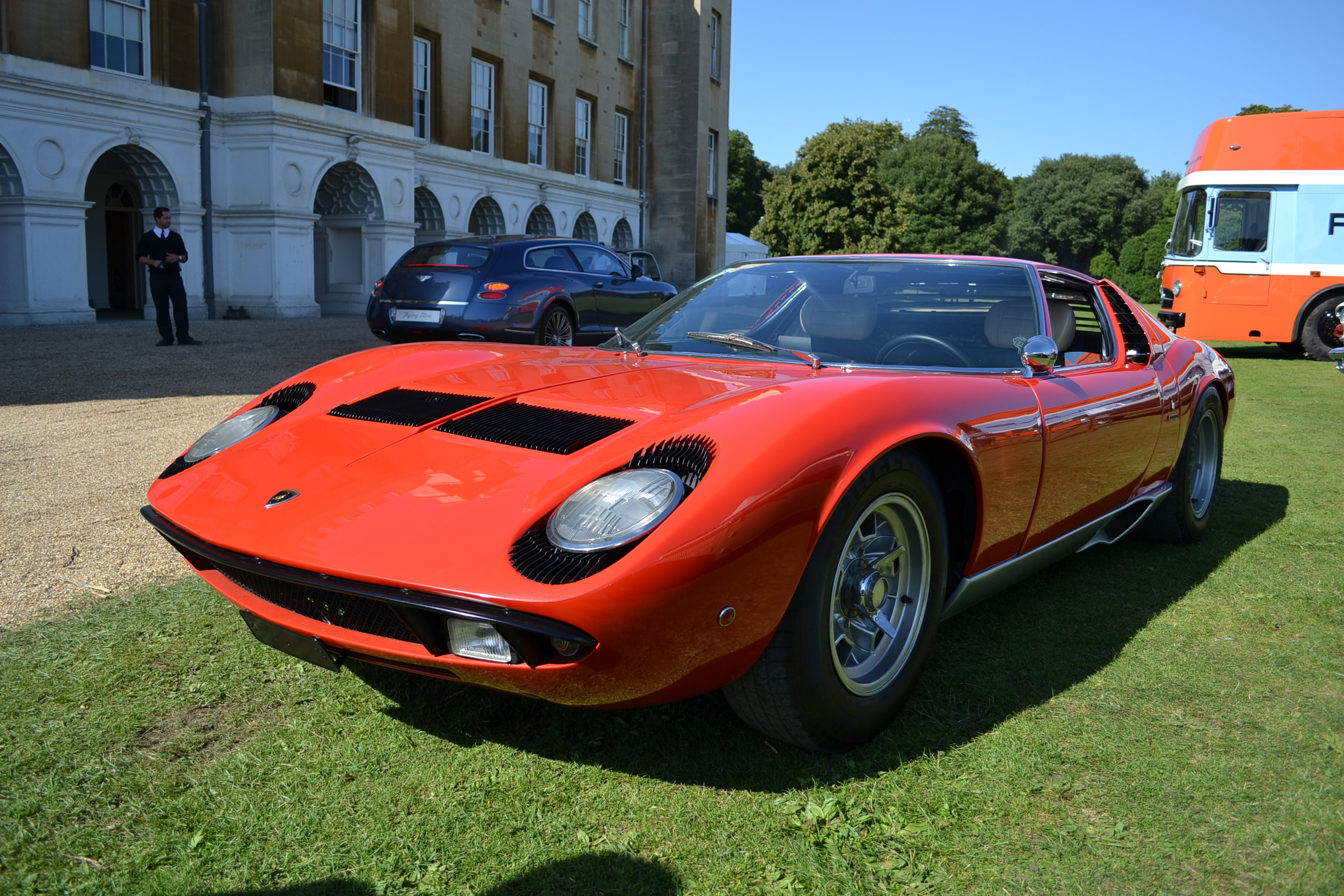
Lamborghini Miura
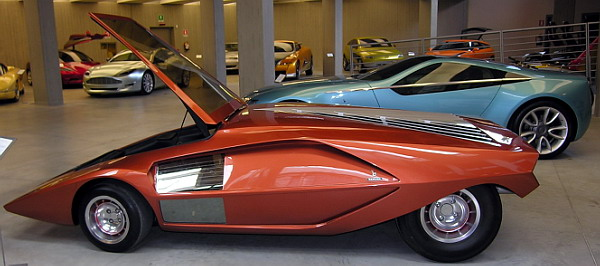
Lancia Stratos im Museum Bertone
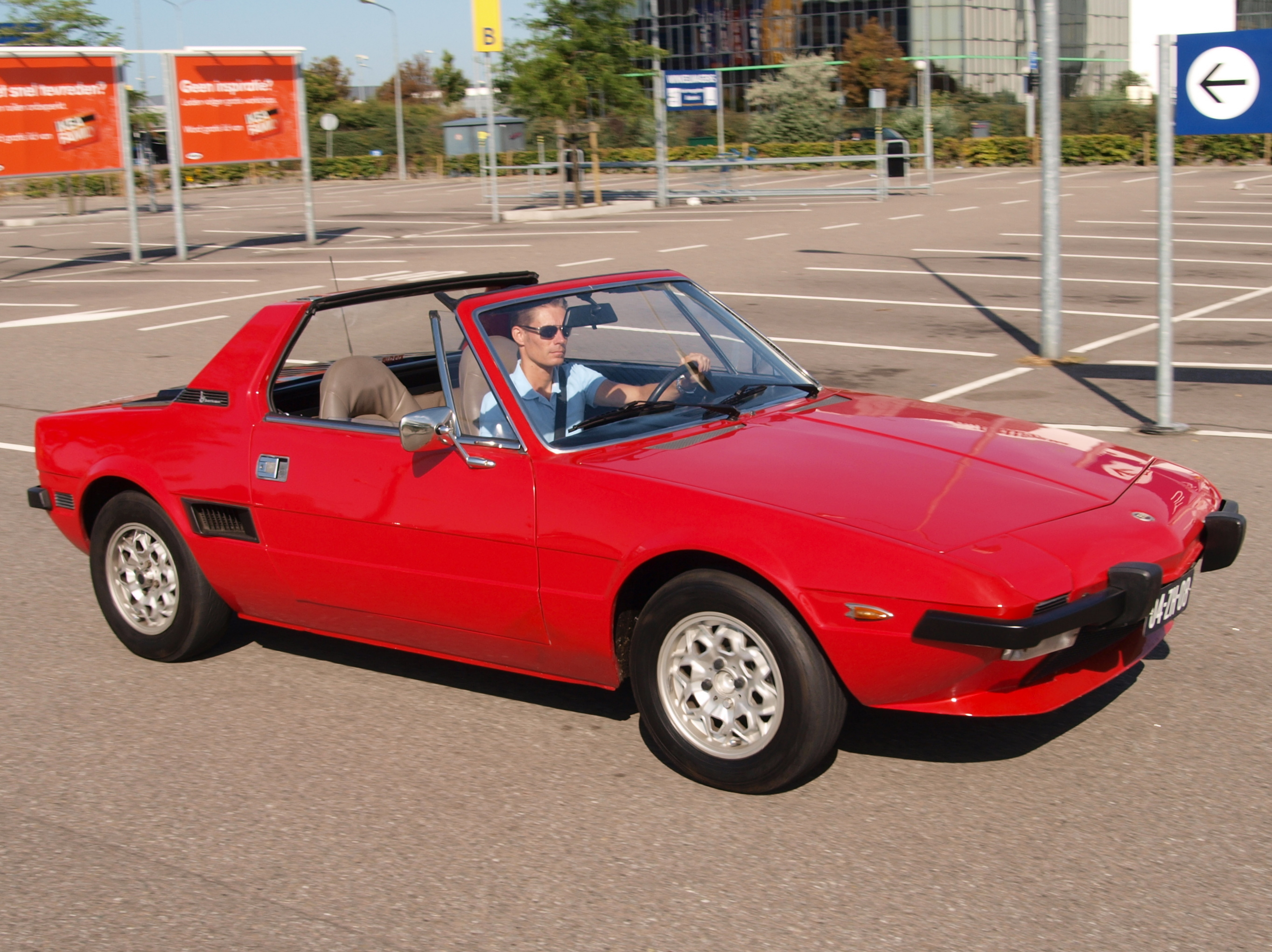
Fiat X1/9
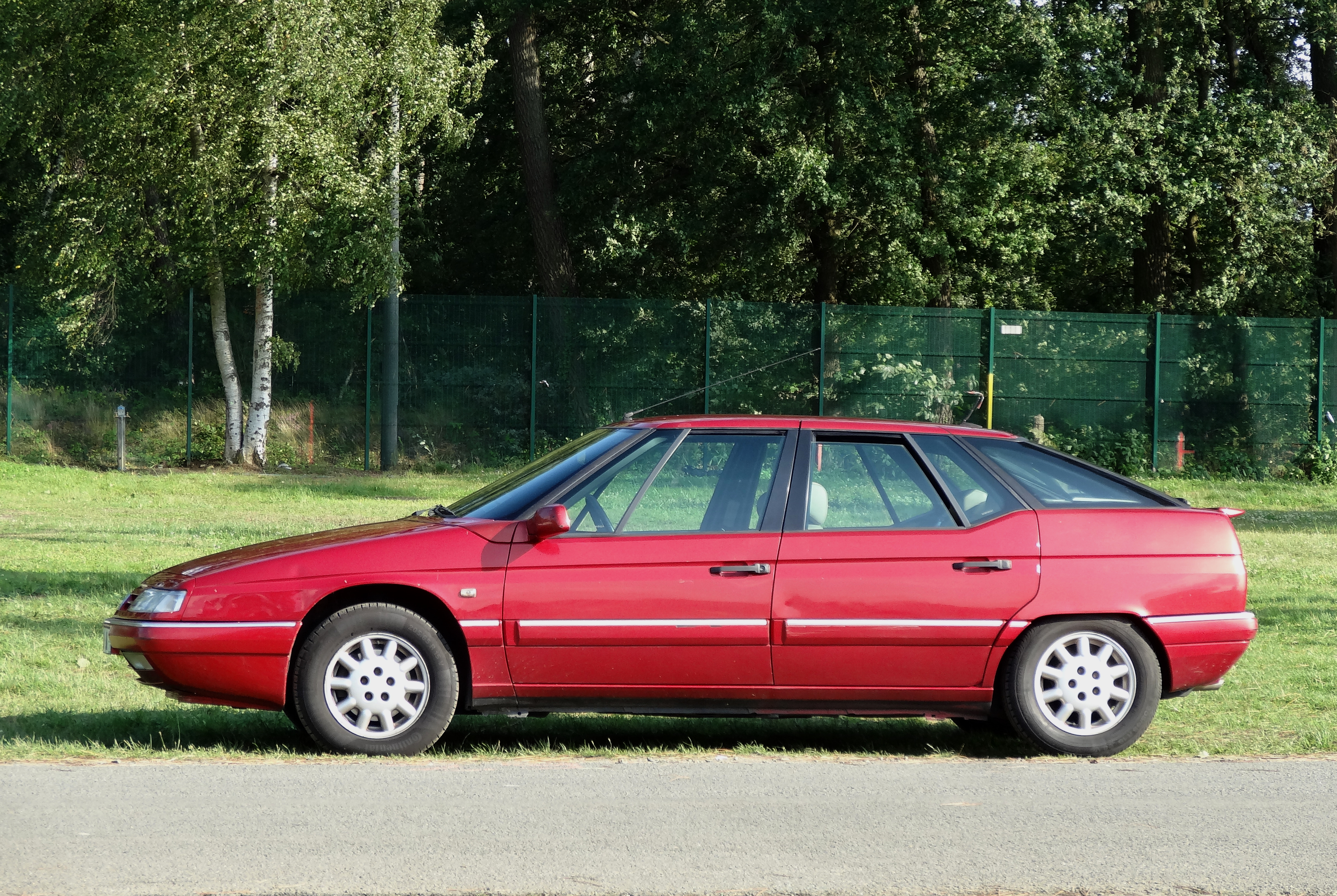
Citroën XM

Im Laufe der Jahrzehnte prägten sechs Designer den Bertone-Stil. Chefdesigner waren in dieser Zeit
- Franco Scaglione (1952–1960)
- Giorgetto Giugiaro (1960–1965)
- Marcello Gandini (1965–1979)
- Marc Deschamps (1979–1995)
- Giuliano Biasio (1995–2006)
- David Wilkie (2006–2014).

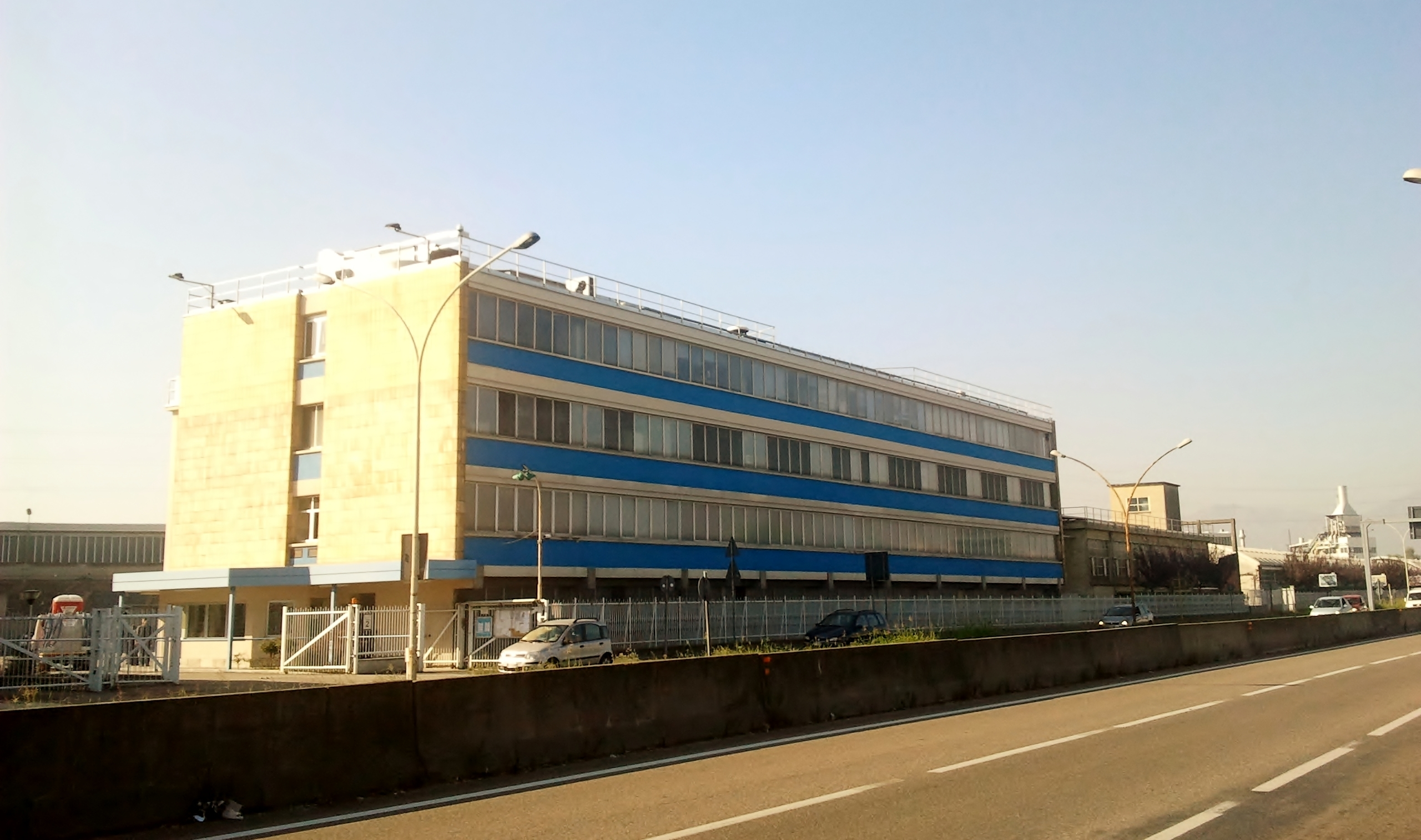
Bertones Verwaltungsgebäude in Turin

Auch Giovanni Michelotti und Sergio Pininfarina arbeiteten zeitweise im „Stile Bertone“; in den späten Jahren gehörte unter anderem Luciano D’Ambrosio zum Designerstab, der ab 2000 mit LDA Design ein eigenes, vor allem in China tätiges Designstudio gründete. 
Das Atelier Bertone entwickelte eine eigene, individuelle Designsprache für so unterschiedliche Fahrzeuge wie den Ferrari Dino 308 GT 4 (1973), den Lancia Stratos (1973) und das Volvo 780 Coupé (1985).
Besondere Aufmerksamkeit erzielte Bertone immer wieder durch außergewöhnliche und das Automobildesign beeinflussende Prototypen und Konzeptstudien, so zum Beispiel die Testudo von 1961. Auch der Motorroller BMW C1 wurde bei Bertone gefertigt. Zu den Hochzeiten des Unternehmens wurden jährlich bis zu 70.000 Einheiten bei Bertone hergestellt. Anlässlich des 90. Geburtstages des Unternehmens wurde 2002 auf dem Genfer Automobilsalon die Studie des Bertone Novanta (dt. „neunzig“) auf Saab 9-5-Basis präsentiert.
Aufgrund der Pkw-Absatzkrise Mitte der 2000er Jahre geriet die Unternehmensgruppe Bertone wie auch andere europäische selbständige Karosseriebauer (z. B. Karmann) in Zahlungsschwierigkeiten, ging in Konkurs und wurde zerschlagen. Nur das Design-Center Stile Bertone in Caprie war bis 2014 noch selbständig und wurde von Ermelinda Bertone, der Witwe Nuccios, geleitet. Das 1958 bezogene Karosseriewerk Carozzeria Bertone S.p.A. in Grugliasco, in dem zu Hochzeiten 1300 bis 1500 Mitarbeiter jährlich 14.000 bis 15.000 Pkw herstellten, gehörte zuletzt zu Fiat. Seine Zukunft ist ungewiss, da dort seit 2007 keine Fahrzeuge mehr hergestellt wurden und eine 2010 in Aussicht gestellte Investition von 600 Mio. Euro seitens Fiat wieder infrage gestellt wurde.
Am 21. Mai 2011 wurden einige der berühmten Stylingstudien aus dem Bertone-Museum versteigert, unter anderem der Lamborghini Marzal (für rund 1,5 Millionen Euro) und der Lancia Stratos Zero (rund 760.000 Euro), um wenigstens das Designstudio zu retten. Nachdem im März 2014 auch dieser letzte Firmenzweig Insolvenz anmelden musste und bis Ende April kein Investor gefunden werden konnte, wurde Anfang Mai 2014 die Vollstreckung bekanntgegeben.

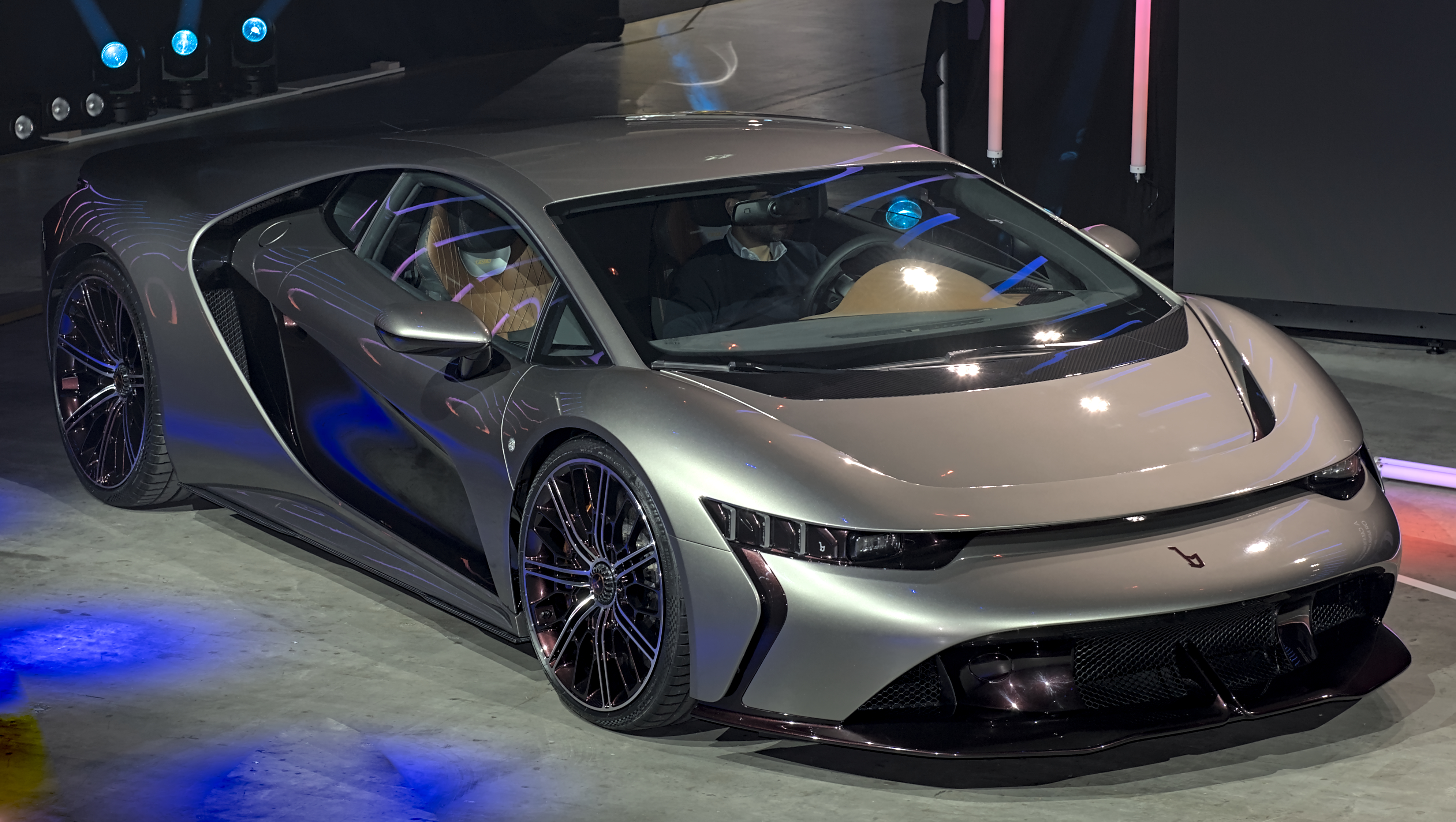
Bertone GB110

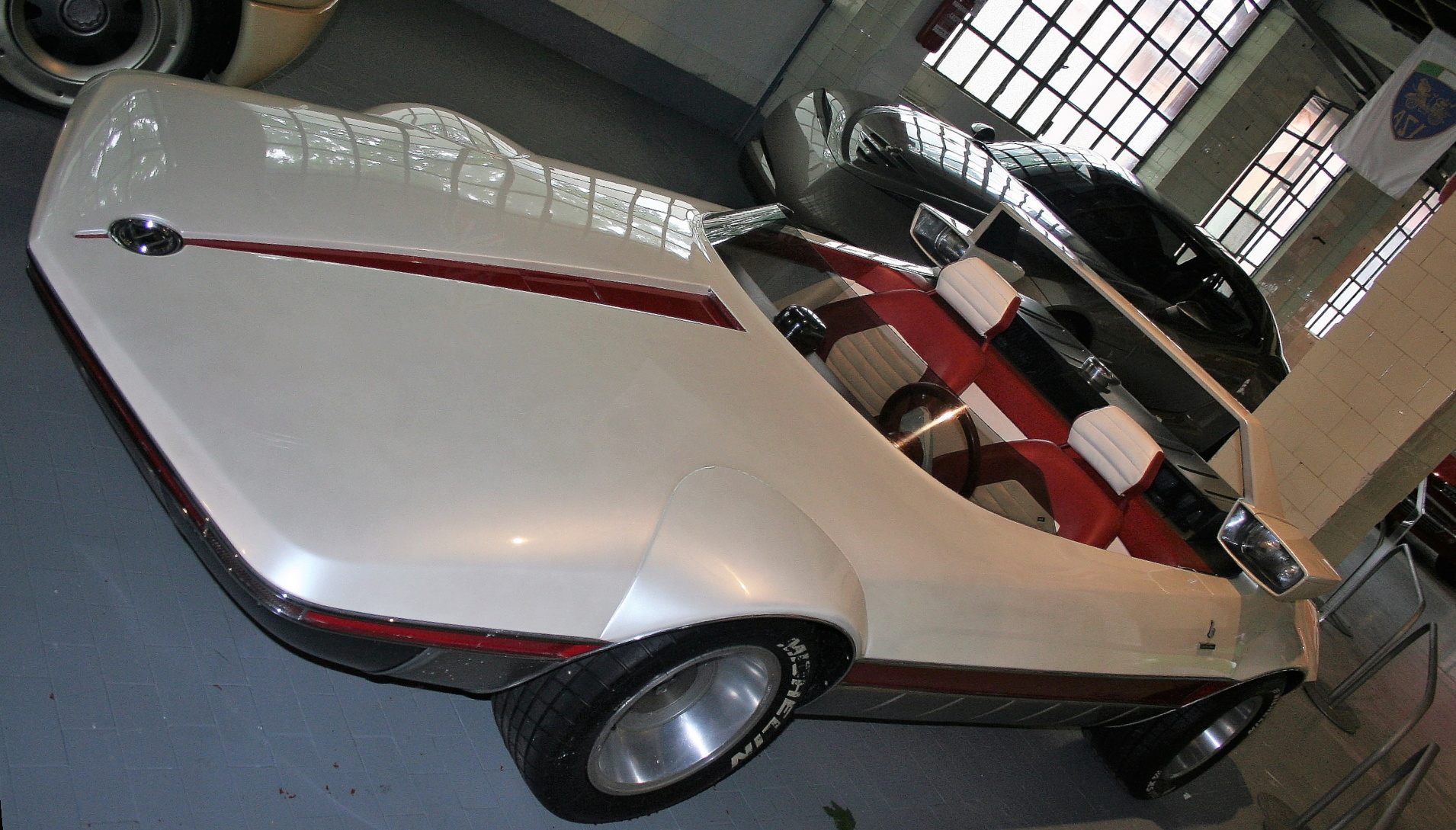
A112 Runabout, 1969

AKKA Technologies erwarb 2016 die Marke Bertone, ein Ingenieurunternehmen mit Erfahrung in der Automobil-, Eisenbahn- und Luftfahrtindustrie, das bedeutende Projekte für bekannte Hersteller wie Daimler, Volkswagen, Stellantis und Renault geleitet hatte.
2021 kaufte die Adecco-Gruppe AKKA Technologies von der Familie Ricci, was im März 2022 abgeschlossen war; die Marke Bertone ging dann in den privaten Besitz der Brüder Mauro Ricci (dem AKKA-Gründer) und Jean-Franck Ricci über.
Die beiden Brüder belebten 2022 die Marke Bertone wieder und starteten eine neue Ära als Hersteller von exklusiven Autos mit begrenzter Auflage. Im Dezember desselben Jahres wurde anlässlich des 110-jährigen Jubiläums und als Beginn eines neuen Abschnitts der Bertone GB110 als erstes Modell einer exklusiven Serie vorgestellt. Der Supersportwagen ist auf 33 Exemplare limitiert. Sein V10-Verbrennungsmotor hat eine maximale Leistung von über 809 kW (1100 PS); er nutzt einen speziellen Kraftstoff aus Kunststoffabfällen und wird bei einer Geschwindigkeit von 350 km/h elektronisch begrenzt.
Im Oktober 2024 kündigte das Unternehmen mit dem Runabout eine moderne Interpretation des 1969 von Marcello Gandini gestalteten A112 Runabout an, der als Vorbild des Fiat X1/9 und des Lancia Stratos gilt. Mit diesem Wagen soll eine Serie von Reinterpretationen der klassischen Fahrzeuge entstehen, die das Unternehmen Bertone einst gestaltete.